# L'Essentiel (journal)
Pour les articles homonymes, voir L'essentiel.
L'essentiel (également typographié L’essentiel) est un quotidien d'information générale gratuit fondé en 2007 et diffusé depuis le 10 octobre 2007 au Luxembourg et dans la Grande région (Arlon, Longwy, Thionville...). Journal le plus consulté du Grand-Duché chez les 15-49 ans, L'Essentiel est distribué par colportage ou dans des distributeurs installés dans les principaux axes de circulation du Grand-Duché, certaines lignes de bus, bâtiments importants (université), entreprises ou endroits de grand passage (centres commerciaux). Il est rédigé en français.

## Historique
L'essentiel est édité par la société Edita SA (filiale des groupes luxembourgeois Editpress et suisse Tamedia) basée à Differdange. Le journal est distribué depuis le 10 octobre 2007.
Une nouvelle maquette a été lancée le 10 octobre 2010.
L'essentiel est pour la première fois rentable en 2010. En 2014, il est tiré à 105 000 exemplaires par jour, pour une diffusion de 201 000 lecteurs quotidiens. Il est lu par plus de 215 000 lecteurs résidents et frontaliers en 2016.  
Au mois de février 2016, le quotidien annonce le lancement de sa station de radio, L'essentiel Radio, à la suite de l'attribution d'une fréquence francophone par le gouvernement luxembourgeois.

### L'essentiel Online
Une version électronique du site a été lancée le même jour que la version papier, le 10 octobre 2007. Baptisé L'essentiel Online, ce site d'information possède une version allemande depuis le 14 octobre 2010.
Le site est alimenté en continu, tous les jours, par une équipe rédactionnelle dédiée. C'est le 1er site d'information en français au Luxembourg avec une moyenne de 317 000 visiteurs uniques par mois en mai 2010 (chiffre certifié par Metriweb) et 8 936 000 pages vues. Le site est rebaptisé simplement L'essentiel en 2014 et change de logo.
Le site fait état de plus de 81 000 internautes quotidien en 2016.
Le site est aussi disponible sous Android (via Google Play) et sous iOS uniquement sur iPhone (via l'App Store).

## Organisation
Le journal, publié du lundi au vendredi (et 7/7 jours sur internet) est centré sur les actualités nationales et internationales, l'économie, le sport, le divertissement, le high-tech, et des pages thématiques : voyages, cinéma, télévision, sorties, auto-moto, bandes dessinées.
L'essentiel est composé de 60 personnes dont 40 sont à la rédaction.

## Diffusion

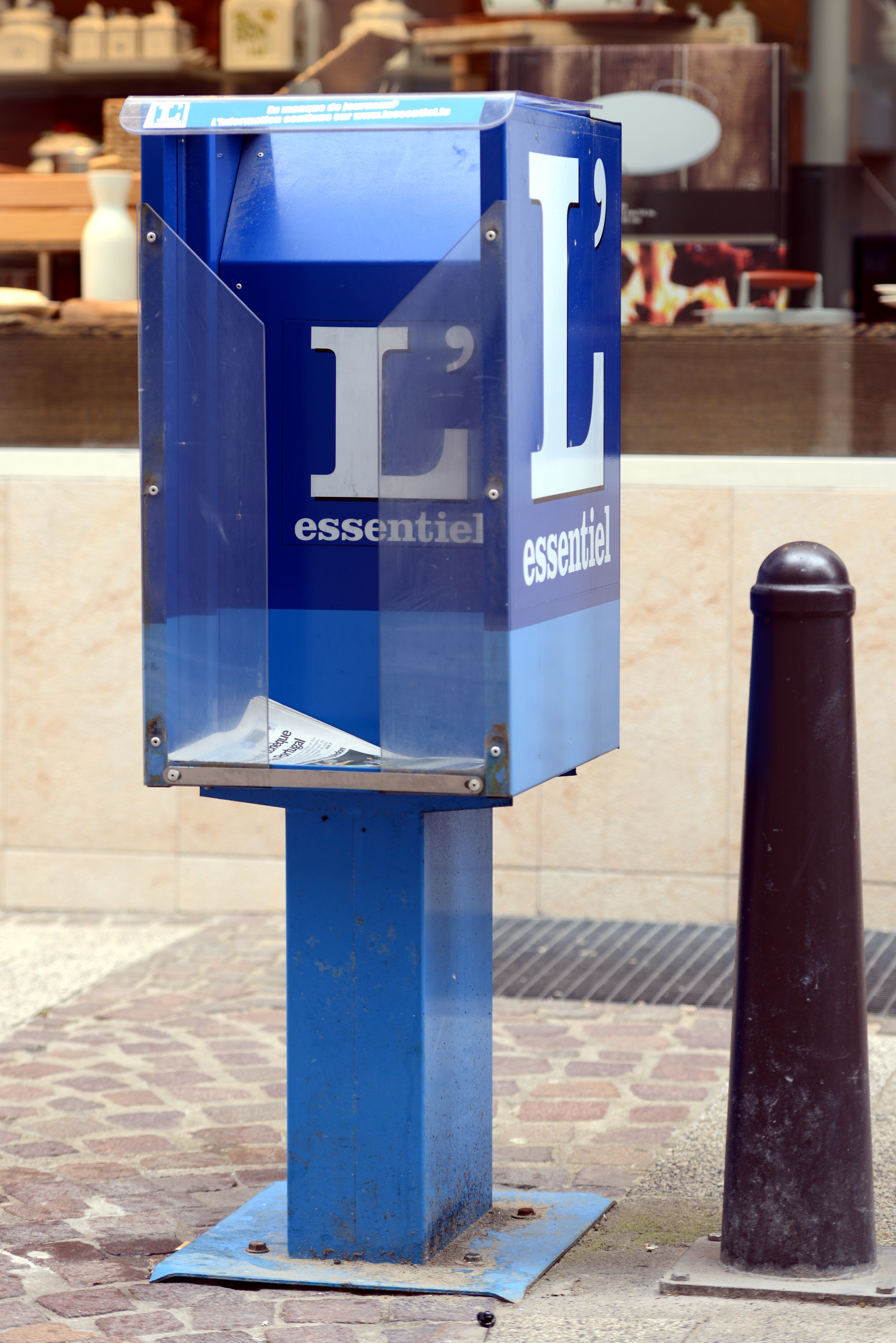
Boîte de distribution de L'essentiel (2013).

Pour 2010, L'essentiel annonce une moyenne de 186 800 lecteurs par jour, résidents et frontaliers, pour un tirage moyen de 105 000 exemplaires (tirage de 91 353 exemplaires en 2009, chiffre certifié par CIM).
Selon TNS Ilres, en 2010, L'essentiel est le journal le plus consulté chez les résidents entre 15 et 49 ans, chez les résidents étrangers, les frontaliers français et les frontaliers belges.

## Format
L'essentiel est édité sur un format demi-berlinois (23,8 * 32,2 cm). Une version e-paper en format PDF est également disponible sur le site internet du journal.